# A. K. Dolven
A K Dolven (Oslo, Noruega, 26 d'abril de 1953) és una de les artistes noruegues contemporànies més reconegudes, amb una obra que inclou pintura, gràfics, pel·lícules, videoart i instal·lacions.
Dolven va estudiar, entre d'altres, a l'École nationale supérieure des beaux-arts de París i a l'Acadèmia Nacional de les Arts d'Oslo. Ha fet nombroses exposicions en diferents museus: South London Gallery, Philadelphia Museum of Art, Nordnorsk Kunstmuseum o Moderna Museet d'Estocolm. Va ser guardonada amb el Premi Fred Thieler alemany el 2000 i va obtenir la Medalla de Suècia el 2005. La seva obra forma part d'importants col·leccions com la de l'Institut d'Art de Chicago, la Galeria Nacional de Noruega o la Tate Modern.
L'any 2015 va exposar obra seva a la Fundació Joan Miró dins de la mostra col·lectiva Prophetia, una reflexió sobre la idea d'Europa a partir de la situació social, política i econòmica d'aquell moment.